# Печера Ласко
Печера Ласко́ (фр. Grotte de Lascaux) у Франції — одна з найважливіших палеолітичних пам'яток за кількістю, якістю і збереженням наскельних зображень. Ласко часом називають «Сікстинською капелою первісного живопису». Живописні та гравійовані малюнки, що знаходяться там, не мають точного датування: вони з'явилися приблизно в 18-15 тисячолітті до н. е. Довгий час їх приписували стародавній Мадленській культурі, але останні дослідження показали, що вони скоріше належать до більш ранньої Солютрейської культури.

## Географія
Печера розташована в історичному регіоні Франції Перигор на території комуни Монтіньяк (департамент Дордонь), приблизно за 40 км на південний схід від міста Періге. Вона розташована на лівому березі річки Везер у вапняковому пагорбі. На відміну від багатьох інших печер регіону, Ласко — це «суха» печера. Шар непроникного мармуру захищає її від просочення води й перешкоджає утворенню кальцитових відкладень.

## Історія

### Відкриття
Печера була випадково відкрита 12 вересня 1940 року чотирма підлітками. Вони натрапили на вузький отвір, що утворився після падіння сосни, в яку влучила блискавка. Марсель Равіда, Жак Марсаль, Жорж Аньєль і Симон Коенка повідомили про це відкриття своєму вчителеві Леону Лавалю.
Фахівець з історії первісного суспільства Анрі Брейль, який переховувався в регіоні під час німецької окупації, став першим дослідником, що відвідав печеру Ласко 21 вересня 1940 року разом з Жаном Буїссонні, Андре Шейна, потім з Дені Пейроні та Анрі Бегуеном. А. Брей першим встановив справжність наскельних малюнків, описав і вивчив їх. З кінця 1940 року він зробив безліч вимірювань і провів кілька місяців на цьому місці, вивчаючи первісний живопис, який він відніс до Перигорської культури.
Кілька років А. Брейлі провів у Іспанії, Португалії та Південній Африці, а потім 1949 року повернувся до Франції і почав розкопки Ласко разом з Северином Бланом і Морісом Бургонем. Він розраховував знайти там поховання, але замість цього відкрив безліч нових наскельних зображень. А. Брей пізніше дав таке визначення Ласко:
|  | Якщо Альтаміра - столиця печерного живопису, то Ласко її Версаль |

У 1952—1963 роках на прохання Брея Андре Глорі провів нові розкопки на поверхні площею 120 м ² і виявив 1433 зображення (сьогодні в описі значиться 1900 найменувань).
Потім наскельний живопис Ласко вивчали Аннет Ламінг-Амперер, Андре Леруа-Гура та з 1989 до 1999 року — Норбер Ожуля.

### Класифікація
Печера Ласко була класифікована як історична пам'ятка Франції практично відразу після її відкриття, з 27 грудня 1940 року.
У жовтні 1979 року Ласко ввійшла до списку Всесвітньої спадщини ЮНЕСКО разом з іншими доісторичними стоянками й печерами з наскельним живописом у долині річки Везер.

### Туризм і проблеми збереження

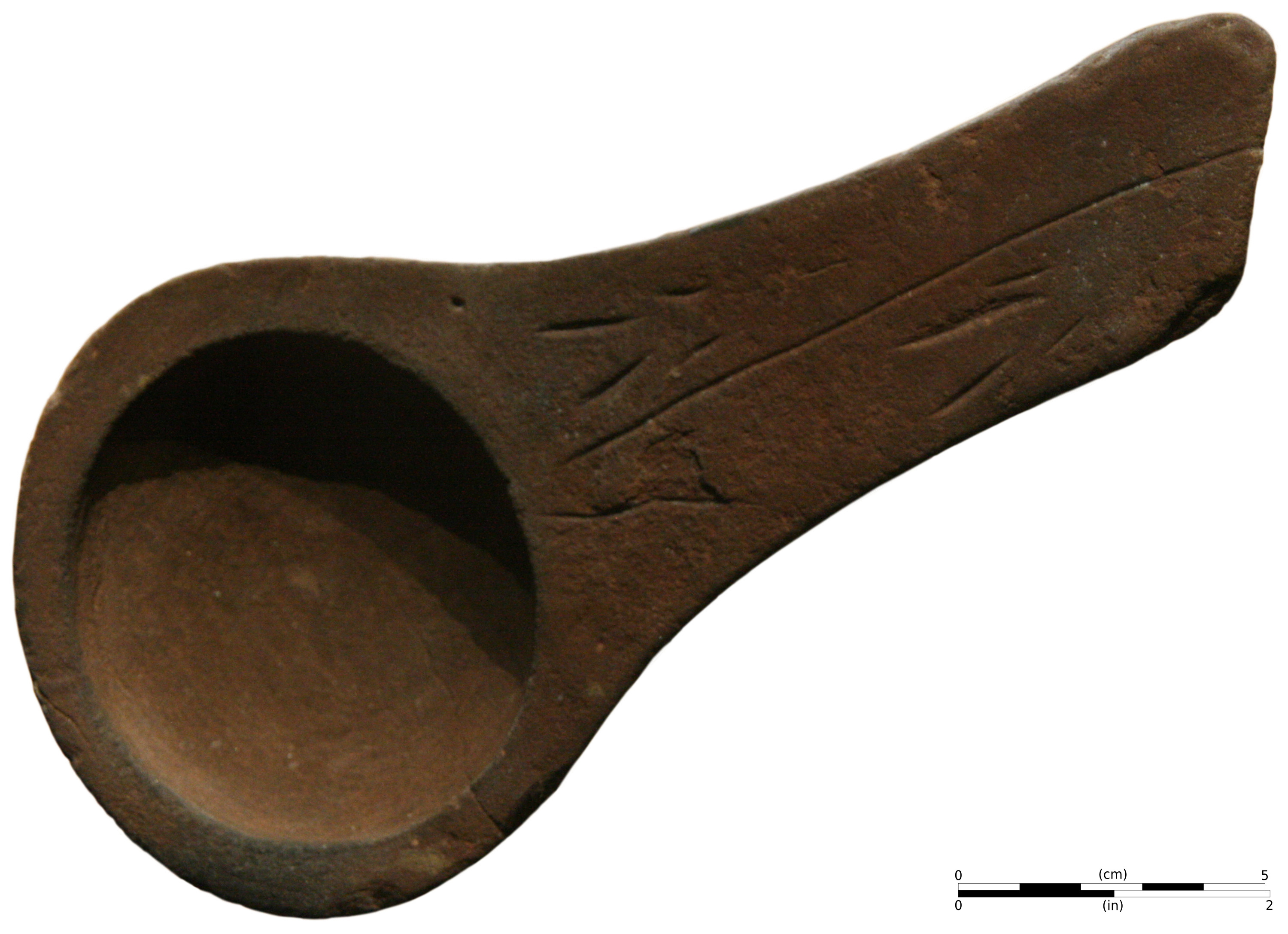
Доісторичний інструмент, який виявив у Ласко археолог Андре Глорі. Мадленська культура, близько 15 тис. років тому

У 1948 році вхід у печеру було обладнано для туристичних відвідувань, яких ставало з кожним днем дедалі більше, що з часом стало загрожувати збереженню наскельних зображень. Було проведено серйозні земляні роботи, які дозволили змінити рівень та властивості ґрунтів у печері. Крім того, було встановлено електричне освітлення і побудовано спеціальні сходи, щоб спростити доступ до «зали биків». Вхід у печеру був закритий важкими бронзовими дверима.
У 1955 році було помічено перші ознаки пошкодження зображень. Вони виникли внаслідок надлишку вуглекислого газу, що з'явився від дихання відвідувачів. Вуглекислий газ і водяні випаровування вступили в реакцію зі склянистою шкоринкою кальцитних солей, що покривала зображення і захищала їх як шар лаку. У результаті утворився добре розчинний гідрокарбонат кальцію — Ca (HCO  3 )  2 , що роз'їдає й ушкоджує наскельні малюнки. 1957 року в Ласко встановили першу систему, яка повинна була відновлювати атмосферу й стабілізувати температуру та вологість. Проте відвідування тривали, й кількість туристів збільшилася до 1 000 чоловік в день. У результаті в день вироблялося близько 2 500 літрів вуглекислого газу і близько 50 кг водяних випарів, в той час як печера має досить маленький розмір — близько 1 500 м³. А. Глорі, який займався в цей час розкопками в Ласко, мав працювати ночами, аби не заважати потоку відвідувачів.
У 1960 році в Ласко з'явилася так звана «зелена хвороба»: надлишок вуглекислого газу, надто висока температура й штучне освітлення стали причиною поширення колоній водоростей на стінах печери. Потім збагачення середовища діоксидом вуглецю стало причиною «білої хвороби», кальцитного покриву, який осів на стінах і на деяких художніх творах. 1963 року мікроорганізми продовжували швидко поширюватися, попри те, що було встановлено систему озоновой фільтрації. У квітні 1963 року Андре Мальро, міністр у справах культури, ухвалив рішення заборонити доступ у Ласко для широкої публіки.
У 1965—1967 роках системи, що регулюють теплові та гігрометричні процеси, змогли, нарешті, відновити колишні умови циркуляції повітряних мас, які раніше дозволяли Ласко зберігатися протягом тисячоліть. Принцип цієї статичної охолоджувальної системи полягав у природній конвекції з метою конденсації водяних випарів в певному місці.
На початку 1970-х років почалося створення репродукції частини печери. Вона була відкрита для широкої публіки в 1983 році й отримала назву Ласко II.
У 2000 році апаратуру з регулювання кліматом в печері замінили. Навесні 2001 року Брюно Деплой і Сандрін ван Соліна, службовці, уповноважені стежити за печерою, помітили появу цвілі в тамбурі печери. Ґрунт вкрився грибами Fusarium solani . Цей процес був пов'язаний з встановленням нової системи гідротермічного регулювання. Штами Fusarium solani, що з'явилися в печері, були стійкі до формальдегіду, який використовувався десятиліттями для дезінфекції підошов взуття відвідувачів. Гриби поширилися на зображення, які незабаром були покриті білим шаром грибниці. Гриб існував у симбіозі з бактерією Pseudomonas fluorescens , яка зводила нанівець використовуваний до тих пір фунгіцид. Тому його стали комбінувати з антибіотиком.
У 2002 році міністерство культури створило «Міжнародний дослідницький комітет печери Ласко», який мав вирішити цю проблему. У 2006 року зараження було майже повністю придушене, але кожні два тижні спеціальна команда, одягнена в захисні комбінезони, повинна вручну очищати стіни від грибних волокон, оскільки вони, незважаючи ні на що, продовжують з'являтися знов.
П'ятнадцять років активних туристичних відвідувань порушили крихкий баланс, завдяки якому Ласко зберігалася протягом тисячоліть, і поставили унікальні наскельні зображення під загрозу зникнення.

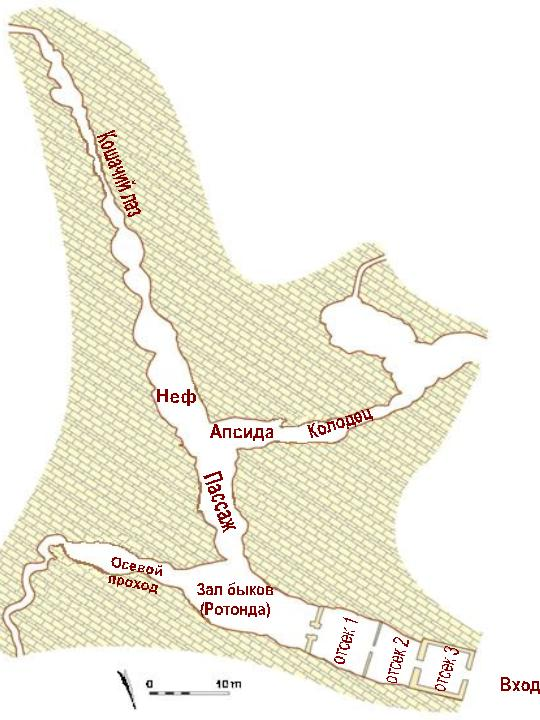
План печери Ласко.

## Опис печери
Печера Ласко порівняно невеликого розміру: сукупність галерей має довжину приблизно 250 м при середній висоті 30 м. Розписана частина печери знаходиться переважно у верхній частині системи.
Сучасний вхід відповідає доісторичному, попри те, що зараз він забезпечений системою тамбурів. Первісний вхід мав бути трохи довшим, але стеля в давні часи там завалилася й утворився скат, яким зараз спускаються відвідувачі печери.
Щоб спростити опис, печеру за традицією розділили на декілька зон, так званих зал у певній кольоровій гамі. Ці образні назви, що існують зараз, запропонував А. Брей.
- Перший зал — це «зал биків» або «ротонда» (фр. salle des Taureaux, Rotonde): довжина — 17 м, ширина — 6 м і висота — 7 м.
- «Зал биків» переходить в так званий «осьовий прохід» (фр. Diverticule axial), більш вузьку галерею, що йде в той самий бік і має приблизно таку саму довжину.
- Із «залу биків» праворуч від «осьового проходу» можна потрапити до «пасажу» (фр. Passage), галереї завдовжки 15 м.
- За «пасажем» знаходиться «неф» (фр. Nef), він має більшу висоту й довжину 20 м.
- Сам «неф» переходить в частину, де немає наскельних зображень, а за ним знаходиться «котячий лаз» (фр. Diverticule des Félins), вузький коридор завдовжки 20 м.
- «Апсида» (фр. Abside) — це круглий зал, який знаходиться на сході в місці з'єднання «проходу» і «нефа».
- За «апсидою» знаходиться «шахта» або «колодязь» (фр. Puits). Щоб потрапити туди, необхідно спуститися на 4-5 м практично до початку нижньої системи.

## Археологічні знахідки
Багато археологічних знахідок було зроблено Андре Глорі під час обладнання тамбурів біля входу до печери, й самих залів, а потім при методичніших розкопках, які були особливо плідними у «шахті». До археологічних знахідок належать предмети, зроблені з каменю (403 знаряддя), з кістки (28 знарядь), рослинного походження (113 фрагментів), прикраси (10 мушель), численні вуглинки й залишки барвників.
У «нефі» було знайдено світильники, фарбувальні речовини й залишки їжі. У «апсиді» також було знайдено велику кількість важливих предметів: вістря дротиків, шкребки, різці і світильники. У «шахті» було виявлено залишки барвників, вістря дротиків, просвердлені мушлі й світильники.
Знайдені барвники вивчалися під електронним мікроскопом. Чорні барвники відповідали оксиду марганцю, а жовті, помаранчеві та червоні — оксиду заліза. Всі вони використовувалися в чистому вигляді без будь-яких мінеральних домішок і без теплової обробки.

## Наскельні зображення

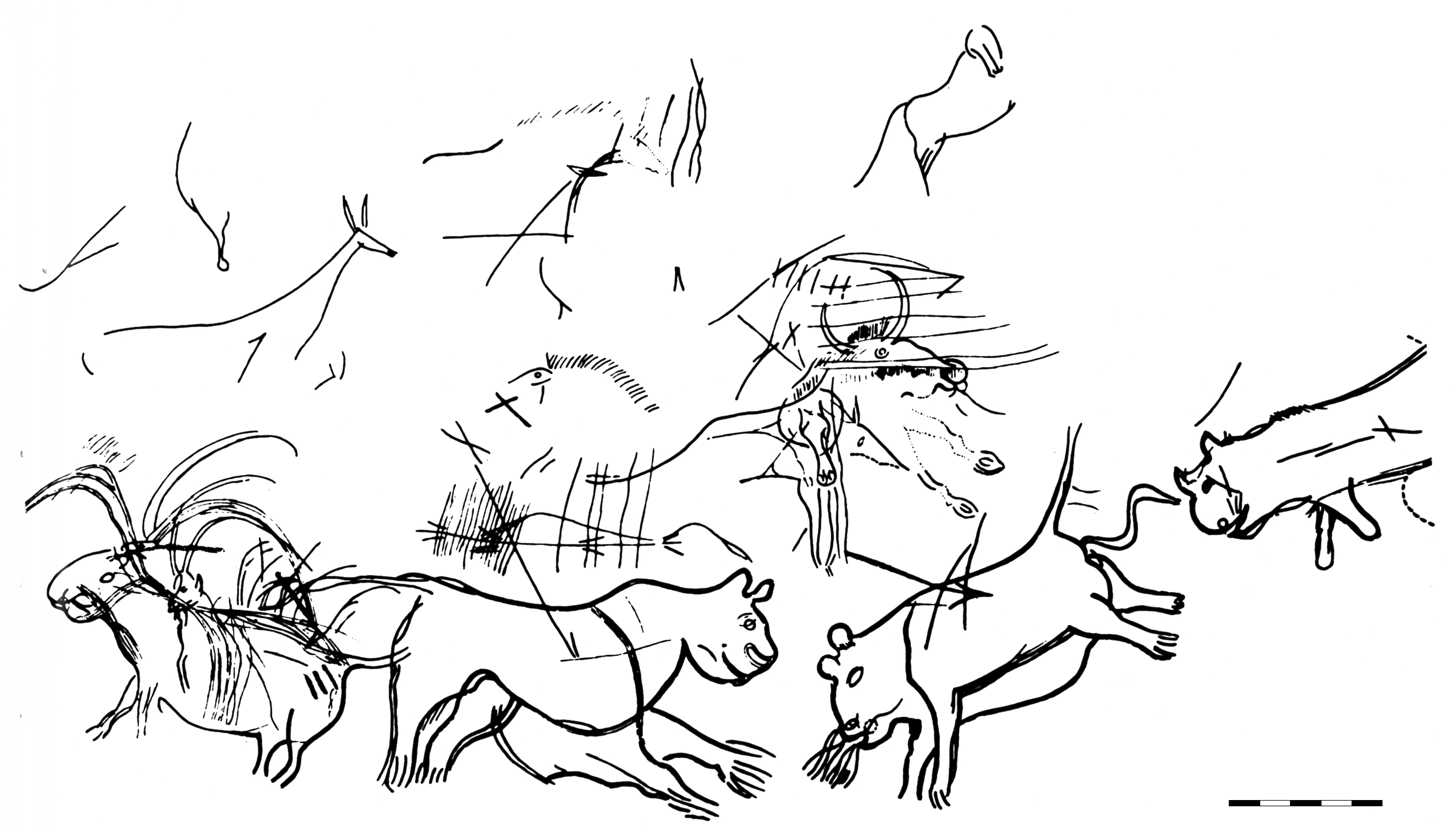
Сцена у «котячому лазі»

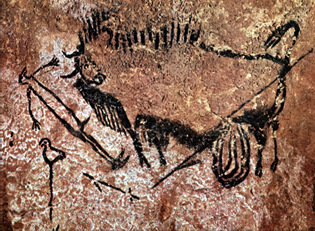
Зображення людини і бізона в «шахті»

- У «залі биків» знаходиться найбільша живописна композиція Ласко. Її кальцитові стіни погано підходили для гравірування, тому були прикрашені живописними зображеннями великих розмірів: деякі з них сягають 5 м у довжину.

Два ряди зубрів розташовані один навпроти одного, два з одного боку й три з іншого. Двох зубрів з північної стіни супроводжують десяток коней і велика загадкова тварина, на лобі якої зображено щось на кшталт рога, за що він і отримав назву «єдиноріг». На південній стіні три великих зубра зображено поруч із трьома маленькими (червоного кольору), шістьма оленями і одним ведмедем в печері, намальованим на животі одного із зубрів і тому нерозбірливим.
- В «осьовому проході» також зображені бики і коні, оточені оленями і кам'яними баранами. На малюнку видно що обриси коня, намальовані марганцевим крейдою на висоті 2,50 м від рівня ґрунту. Деякі тварини зображені на стелі, так ніби вони перебігають з однієї стіни на іншу. До цих зображень, виконання яких вимагало будівництва риштовань, слід додати численні знаки (палички, точки і прямокутники).
- У «пасажі» багато зображень було сильно ушкоджено, особливо через рух повітряних мас.
- «Неф» налічує чотири групи фігур: відбитки, чорна корова, плаваючі олені і бізони. Ці зображення доповнені численними загадковими геометричними символами, в тому числі кольоровою площиною, розділеною на рівні квадрати. А. Брей назвав їх «гербами». Існують також інші гіпотези: наприклад, що це пастки для тварин або курені або одяг з розфарбованих шкур.
- «Котячий лаз» зобов'язаний своїм ім'ям зображенню групи тварин родини котячих. Одна з тварин, судячи з усього, мітить територію. У цю галерею досить складно потрапити, але там можна побачити гравіювання диких тварин, виконаних у досить примітивному стилі. Зокрема там є кінь анфас, досить незвичайний приклад палеолітичного мистецтва, оскільки зазвичай коней зображали в профіль або за допомогою прийому «кривої перспективи».
- У «апсиді» представлено близько тисячі гравійованих зображень, деякі з них накладені на мальовничі малюнки. Тут є як тварини, так і символи, в тому числі єдине зображення північного оленя в Ласко.
- У «шахті» знаходиться одна з найзагадковіших сцен Ласко: падаюча людина між бізоном і носорогом. У людини пташина голова, бізон вражений дротиком, а носоріг ніби віддаляється від цієї сцени. Поруч з людиною зображено довгастий предмет, увінчаний фігурою птаха, можливо, це планка, яку прив'язували до списа або гарпуна для посилення кидка. На протилежній стіні зображено коня. Крім того, у цій композиції є дві групи цікавих знаків:
  - Між людиною і носорогами — три пари точок (такі самі є в глибині «котячого лазу» і в найвіддаленішій частині печери).
  - Під зображенням людини і бізона — складний зубчатий символ. Практично ідентичні знаки можна знайти й на інших стінах, на вістрях дротиків і на світильнику з пісковика, знайдених неподалік від цього місця.

Швидше за все, в цій сцені різні предмети тісно взаємопов'язані, і при тому не через близьке розташування тварин і знаків на одній стіні, як найчастіше буває в палеолітичної мистецтві. Андре Леруа-Гура вважає, що ця сцена відсилає до міфу, зміст і значення якого практично неможливо відновити.

### Художні прийоми
Серед художніх прийомів, які використовувалися первісними художниками, слід відзначити такі:
- Поліхромія
- Розтушовування
- Перспектива
- Незафарбовування місця в картині
- Спотворене зображення

### Інтерпретації

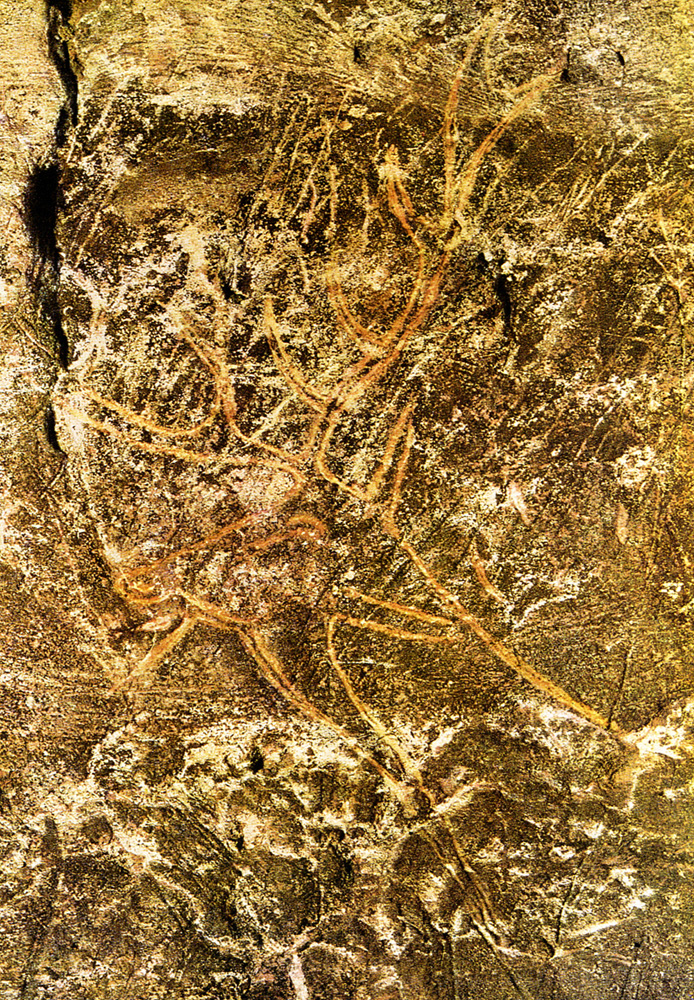
Гравійований північний олень в апсиді

У печері Ласко було знайдено не дуже багато кістяних і крем'яних знарядь: судячи з усього, в печері ніколи не жили, її переважно відвідували заради наскельних зображень.
Тварини, зображені на стінах Ласко, — ті ж самі, що і в багатьох інших печерах з наскельними зображеннями у франко-кантабрійському регіоні: переважно це коні, зубри, бізони, олені й гірські барани. Інші зображення тварин зустрічаються рідше й часто є потенційно небезпечними для людини (наприклад, ведмеді, носороги й великі тварини з родини котячих).
Види намальованих тварин не відповідають тим, на яких полювали люди палеоліту, і яких вони використовували з різною метою (заради м'яса, шкір, кісток і т. д.). Тільки гравійований північний олень (хоча така інтерпретація малюнка досі викликає сумніви), був визначений як тварина, чиї кістки є в печері (понад 88 % із знайдених).
Зображення оленя дуже реалістичні, особливо пози тварин, проте митці Ласко не прагнули до вичерпного натуралістичного зображення дійсності: на малюнках відсутні рослини та ландшафти, на відміну від багатьох інших наскельних зображень.
Деякі елементи малюнків мають, безперечно, символічне значення. Така інтерпретація стосується трьох пар точок, які знайшли в глибині «кошачого лазу» і в «шахті» на межах зображень. Це стосується і зазубрених символів, «гербів» та окремих точок, розміщених в різних частинах печери.
А. Леруа-Гуран вважає, що печера Ласко була святилищем, своєрідним культовим місцем для людей того часу.

### Датування
Ласко є однією з перших палеолітичних печер, датування якої визначалося за допомогою радіовуглецевого датування, проведеного Віллардом Ліббі. Цей метод було застосовано для аналізу деревного вугілля, знайденого в світильниках із «шахти». Перший одержаний результат (15,5 тис. до н. е.) свідчив про часте відвідування Ласко в епоху мадленської культури, проте цей результат було поставлено під сумнів А. Брейлем, який вважав, що наскельні зображення належать до ґраветтської культури.
Згодом було проведено додаткові аналізи, результати яких свідчили все-таки про приналежність пам'ятки до мадленської культури. Аналіз було проведено на основі деревного вугілля, знайденого під час розкопок А. Глорі в «пасажі» та «шахті». Це вугілля належало до періоду ранньої та середньої мадленської культури (бл. 17-15 тис. р. до н. е.).
У 1998 році було одержано датування бл. 18,6 тис. років до н. е.: було проведено радіовуглецевий аналіз і мас-спектрометрія фрагмента дерев'яної палиці з «шахти»; результати свідчили про часті відвідування печери в епоху солютрейської культури. Щоправда, залишається відкритим питання: з якою метою приходили люди того часу в печеру: малювати чи милуватися вже намальованим?
Безпосереднє визначення віку живописних зображень та малюнків за допомогою радіовуглецевого методу було б можливе, якби в розписах використовувалося вугілля. Проте в Ласко немає таких зображень, всі вони були виконані за допомогою оксиду марганцю. Фрагменти барвників, що обсипалися зі стін, були знайдені під час археологічних розкопок в різних культурних шарах: вони дали можливість визначити, що деякі зображення були створені в той самий час, що й деякі знайдені предмети (кремнієві знаряддя, дротики, загострені за допомогою кістки, світильники з жиром). Але такі предмети характерні як для мадленської, так і для солютрейської культури.
Ирму на сьогодні немає точного датування наскельних зображень Ласко. Хоча на думку Н. Ожуля існують певні докази, що Ласко скорше належить до солютрейської культури:
- наявність геометричних символів;
- характерне зображення рогів зубрів;
- зображення людини навпроти тварини з родини порожнисторогих (в Рок-де-Сер (фр. Roc-de-Sers), що належить до солютрейської культури, є малюнок людини навпроти вівцебика).

## Ласко II
Після закриття печери для відвідування туристами внаслідок проблем збереження наскельних зображень наприкінці 1960-х років. Національний географічний інститут Франції (IGN) провів стерео-фотограметричне знімання всіх розписаних поверхонь печери.
Після цього товариство, яке має у власності Ласко, запропонувало зробити точну копію печери («осьового проходу» та «зали биків»). Проєкт частково фінансувався за рахунок продажу Ласко державі в 1972 році. 1980 року роботи було призупинено, а згодом продовжено за кошт департаменту Дордонь.
Було збудовано бетонну споруду, всередині якої точно відтворили наскельні зображення вибраних частин Ласко, використовуючи матеріали знімання IGN. Відтворення наскельних зображень здійснила група фахівців на чолі з М. Пейтраль.
Копія Ласко, названа Ласко II, знаходиться за 200 м від справжньої печери. Вона була відкрита для відвідування 18 липня 1983 року. Деякі інші репродукції живопису Ласко (оленячий фриз, два бізони та чорна корова з «нефа», сцена з «шахти») були виставлені в парку То (фр. parc du Thot) за кілька кілометрів від Монтіньяка.

## Галерея

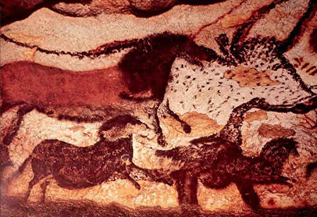
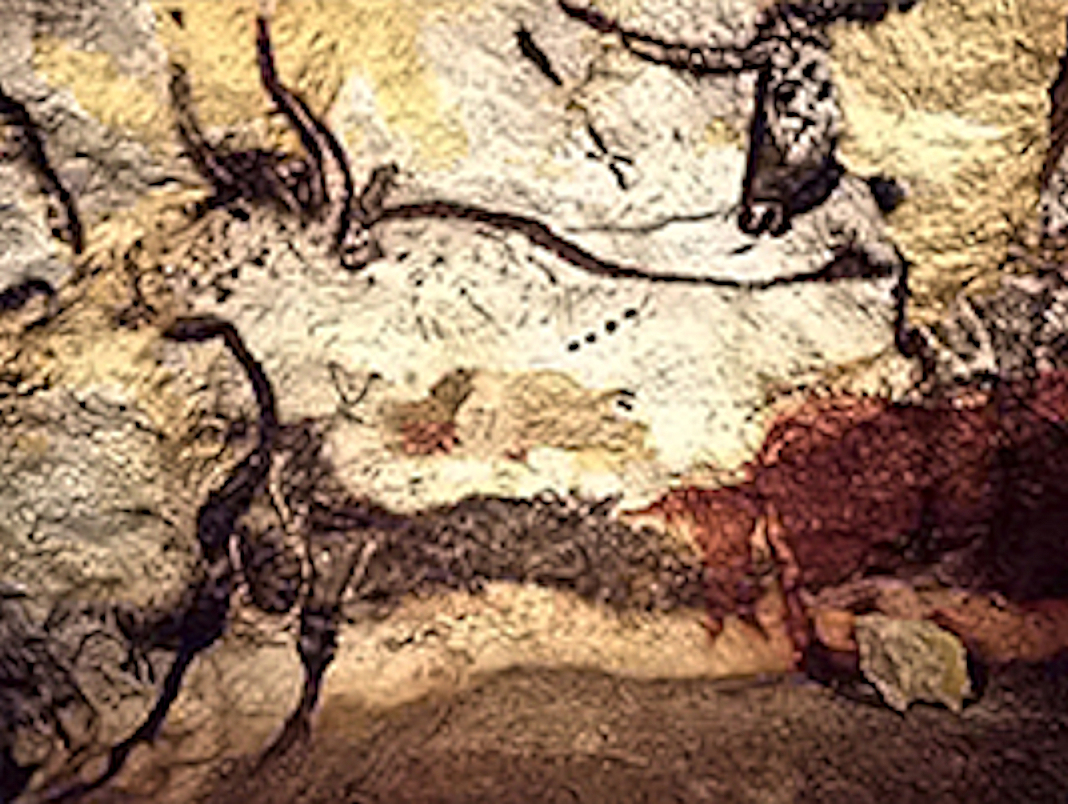
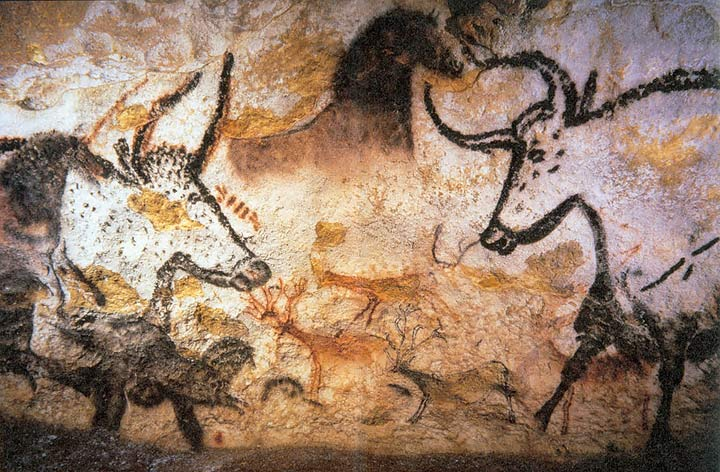
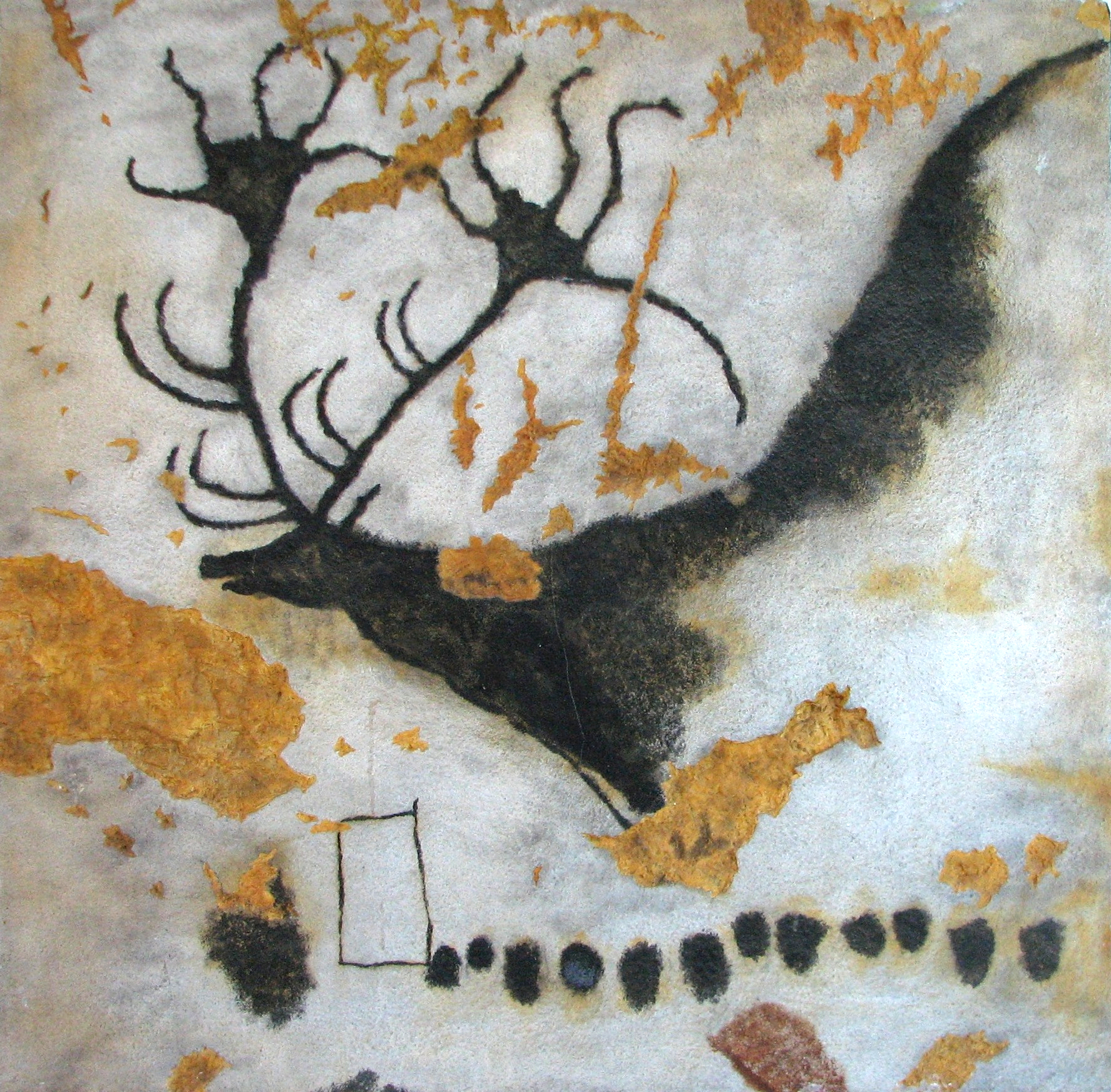